# Топильская, Елена Валентиновна
Елена Валентиновна Топильская (род. 27 января 1959, Ленинград, РСФСР, СССР) — советский и российский юрист, писатель, сценарист.

## Биография
Елена Топильская родилась в Ленинграде 27 января 1959 года. Училась на юридическом факультете Ленинградского государственного университета. После окончания университета работала в прокуратуре, начиная с должности стажера районной прокуратуры и заканчивая следователем по особо важным делам при прокуратуре города. Расследовала дела об организованной преступности и садистах-маньяках, в частности, расследовала дело Иртышова.
В 1991 году защитила кандидатскую диссертацию по теме «Беспомощное состояние потерпевшего от преступления».
В настоящее время работает адвокатом в Балтийской коллегии адвокатов, преподаёт в Северо-Западном филиале Российского государственного университета правосудия, профессор кафедры. Ею написан ряд научных трудов, в том числе монография «Организованная преступность», учебник по прокурорскому надзору и комментарий к Закону о прокуратуре. Елена Топильская была заместителем председателя комиссии по правам человека при губернаторе СПб. Она является членом правления общественной правозащитной организации «Гражданский контроль»
Известность Елене Топильской как писателю принесла серия детективов о следователе прокуратуры Марии Швецовой, по мотивам которых снят телесериал «Тайны следствия», к которому она также написала ряд сценариев.
Муж — Максим Есаулов, полковник милиции в отставке, сценарист, писатель. Двоюродный брат — Владимир Топильский, спортивный комментатор.

## Книги

### Мария Швецова
1. Жизнь честных и нечестных (Танцы с ментами-1) (1999).
2. Помни о смерти (Танцы с ментами-2) (1999)
3. Ход с дамы пик (2001)
4. Белое, чёрное, алое (Мягкая лапа смерти) (2000)
5. Роковая роль (2003)
6. Героев не убивают (2002)
7. Ловушка для блондинов (2003)
8. Овечья шкура (2003)
9. Охота на вампиров  (2003)
10. Мания расследования (2004)
11. Тёмные силы (2005)
12. Из Ниццы с любовью (2009)
13. Криминалистика по пятницам (2009)

### Другие
- Записки сумасшедшего следователя (2002)
- Амнезия: Установление личности (2002)
- Испанская ночь (2004)
- Дверь в зеркало (2005)
- Алая маска (2007)
- Тайны реального следствия. Записки следователя прокуратуры по особо важным делам (2007)
- В совторстве с Викторией Зуевой:
  - Старые дела. Игра по чужим правилам (2007)
  - Старые дела. Кроссворд для начинающих юристов (2007)

## Монографии и учебники
- Организованная преступность

## Сценарии
- 2000 — Тайны следствия (1 сезон) — режиссёр Илья Макаров, 16 серий
- 2002 — Тайны следствия (2 сезон) — режиссёр Илья Макаров, 12 серий
- 2003 — Тайны следствия (3 сезон) — режиссёр Александр Бурцев, 12 серий
- 2004 — Тайны следствия (4 сезон) — режиссёр Александр Бурцев, 12 серий
- 2005 — Тайны следствия (5 сезон) — режиссёры Александр Бурцев и Михаил Вассербаум, 12 серий
- 2006 — Тайны следствия (6 сезон) — режиссёр Михаил Вассербаум, 12 серий
- 2006 — Старые дела — режиссёр Виктория Зуева, 12 серий
- 2007 — Тайны следствия (7 сезон) — режиссёр Михаил Вассербаум, 12 серий
- 2008 — Преступная страсть (Двойная жизнь) — режиссёр Валерий Рожнов, 2 серии
- 2009 — Тайны следствия (8 сезон) — режиссёр Михаил Вассербаум, 12 серий
- 2009 — Одержимый (Джек-Потрошитель) — режиссёр Евгений Звездаков, 12 серий
- 2010 — Судмедэксперты (Личные мотивы) — режиссёр Юрий Морозов, 8 серий
- 2016 — Профиль убийцы (2 сезон) — режиссёр Владимир Койфман, 24 серии
- 2019 — Тайны следствия. Прошлый век — режиссёр Жанна Коханова, 4 серии
- 2020 — Немцы (сериал) — режиссёр Стас Иванов, 10 серий

## Награды
- Медаль «За содействие» Следственного комитета Российской Федерации (1 сентября 2017 года) — за ценный вклад в формирование подлинного образа ответственного и профессионального следователя в телесериале «Тайны следствия»[3].